# Derbi gallego
El derbi gallego es el partido en el que se enfrentan los dos clubes con más historia del fútbol en Galicia, el Real Club Celta de Vigo y el Real Club Deportivo de La Coruña. 
Se han enfrentado en más de 200 ocasiones, a lo largo de casi un siglo de una enemistad que nació en el mismo año de la fundación del Celta, 1923. Los dos primeros enfrentamientos se produjeron en la temporada 1924-25 del Campeonato de Galicia, ganando el primero de ellos el Deportivo por 3-0, en el antiguo Campo de Riazor, idéntico resultado al obtenido en el partido de vuelta en el Campo de Coya, de esta vez con victoria céltica.
Desde entonces se sucedieron los encuentros entre los dos equipos en diferentes categorías y campeonatos, la mayoría de ellos en Primera y en Segunda División, pero también en Segunda B, Copa del Rey y otras competiciones, incluidos partidos amistosos como los disputados en el Trofeo Ciudad de Vigo o en el Teresa Herrera.

## Terminología
Tradicional e históricamente llamado derbi gallego —término que también se utiliza a menudo para describir otros enfrentamientos entre clubs deportivos gallegos—, el apelativo o noso derbi en gallego (en español, «nuestro derbi») ha sido publicitado en los medios desde el año 2011 en adelante.

## Historia
Inicialmente la rivalidad del Deportivo a partir de su fundación en 1906 era principalmente con el otro conjunto de la ciudad, el Real Club Coruña. Cuando este club desapareció en 1919, comenzó cierta rivalidad con los dos equipos de Vigo, el Fortuna y Vigo Sporting. El primer enfrentamiento entre coruñeses y vigueses del que se tiene constancia data de agosto de 1907, en un partido correspondiente al Campeonato de Galicia y Asturias en el que el Fortuna venció al Deportivo por 7 goles a 1, con jugadores como Griffin, Lende, Pancho Estévez y Hambly por parte del Fortuna, y Rincón, Deus, Long y Fojón por parte del Deportivo. La primera filmación de un partido de fútbol en España fue un encuentro entre el Deportivo y el Vigo Football Club, antecesor del Vigo Sporting en 1911.

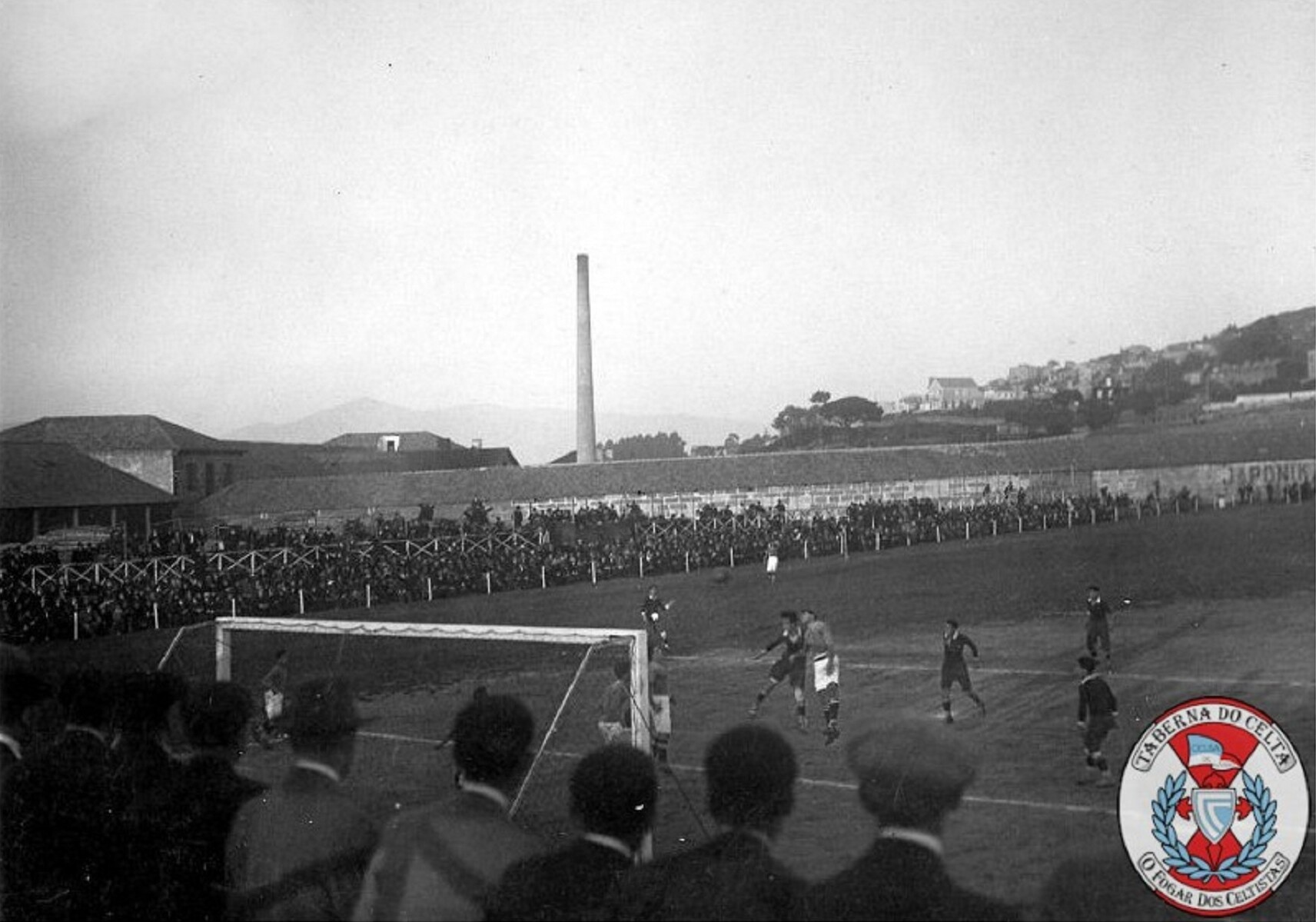
Campo de Coya, donde el Celta jugó como local hasta 1928.

La actual enemistad entre celestes y blanquiazules tiene su origen en 1923, año de la fundación del Celta. En agosto de ese año se produjo la fusión de los dos equipos de fútbol más importantes de Vigo de la época, el Fortuna y el Sporting, de esa unión nació el actual Celta. Esta fusión no le gustó a tres jugadores de ambas plantillas, Ramón González, José Chiarroni y el medallista olímpico Luis Otero, por lo que decidieron abandonar el Celta para fichar por el Deportivo. Este hecho fue considerado una afrenta para el club vigués y sería uno de los detonantes de la histórica rivalidad con el equipo coruñés. Las posteriores protestas del Celta llevaron a la Federación gallega a inhabilitar a los tres futbolistas tránsfugas, acusándolos de profesionalismo, mientras que el Deportivo fue descalificado por alinearlos en el Campeonato de Galicia 1923/24. Sin embargo, el Deportivo recurrió ante la Real Federación Española de Fútbol, la cual se pronunció a favor de los coruñeses y anuló la sanción contra el club blanquiazul por entender que no había existido soborno, instando a la Federación Gallega a que readmitiese al Deportivo en el campeonato, aunque sí mantuvo la sanción sobre los tres jugadores por existir duplicidad de fichas. La federación autonómica envió un escrito de protesta a la española, pero ésta se reafirmó en su decisión, por lo que la federación regional convocó una asamblea extraordinaria en la que se acordó por mayoría aceptar el veredicto de la estatal.
Poco tiempo después surgió otra polémica parecida con el jugador Isidro, portero del Celta que solicitó la baja del club en las vísperas del Campeonato de Galicia 1924/25 y cambió su domicilio a La Coruña, aunque sin poder fichar por otro club durante esa temporada ya que el Celta no lo autorizó. Al inicio de la siguiente temporada (1925/26) intentó fichar por el Deportivo, pero el Celta lo declaró en “rebeldía” y la Federación Gallega denegó el fichaje. Sin embargo, la Real Federación Española de Fútbol acordó en diciembre de 1925 que la ficha de Isidro fuese traspasada al Deportivo.
Los dos primeros derbis se disputaron en el Campeonato de Galicia 1924/25. El primero se jugó el 9 de noviembre de 1924 en el antiguo Campo de Riazor bajo una intensa lluvia. El deportivista Leonardo anotó de penalti el primer gol en el minuto 55, mientras que Emilio Pereiro marcó el segundo y el tercer gol, dejando el marcador con un 3-0, en un mal partido del portero celeste Rubido. En el partido de vuelta en el Campo de Coya, fue el Celta quien venció por 3-0, con goles de Balbino de penalti, Gerardito y Chicha, se produjeron además las expulsiones de Polo en el Celta y Otero en el Deportivo.

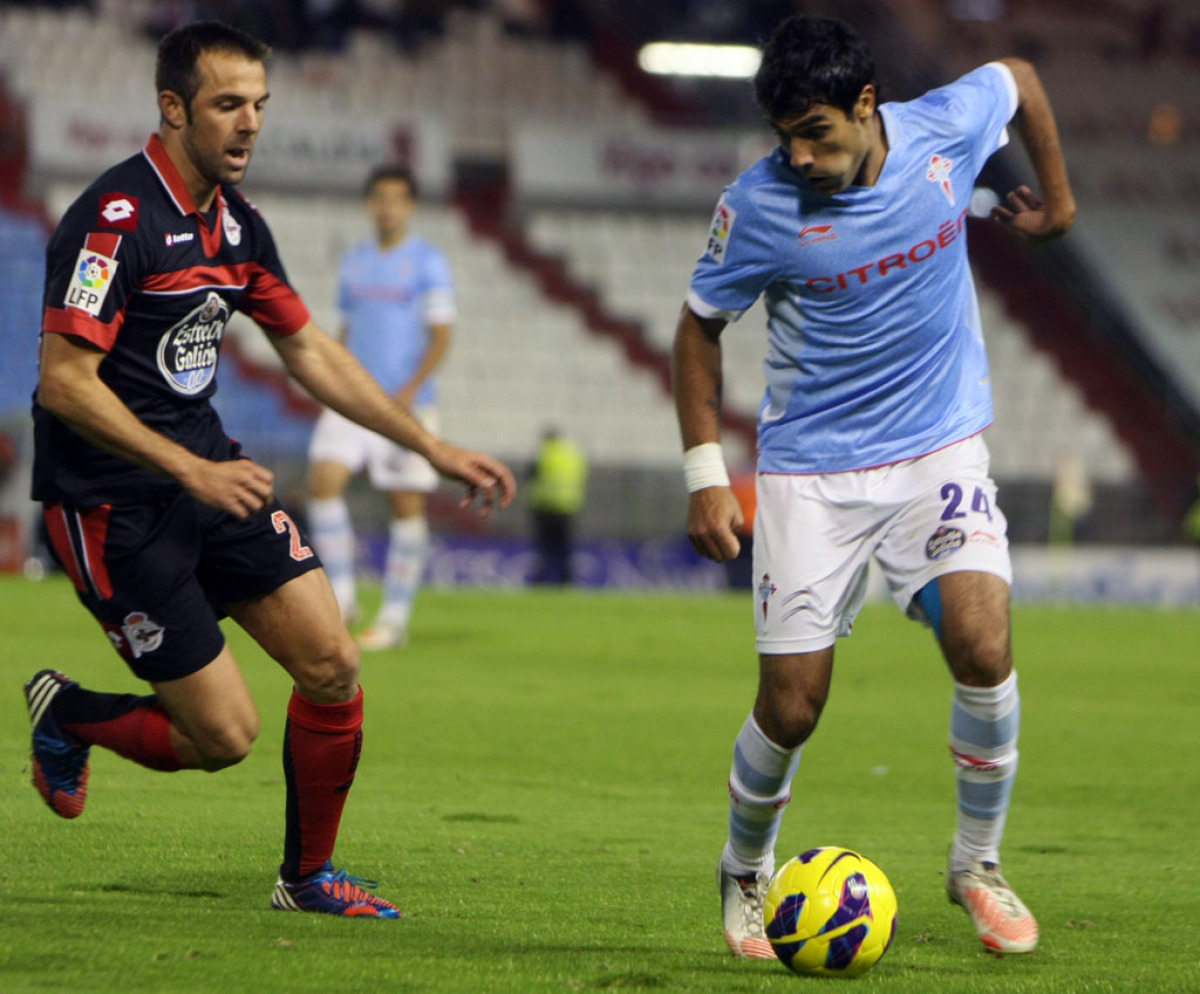
Augusto Fernández y Carlos Marchena en el derbi del 27 de octubre de 2012 disputado en Vigo.

El Celta fue el dominador de los derbis durante los primeros años, principalmente en el Campo de Coya, en donde el club celeste jugó hasta diciembre de 1928 y donde el Deportivo nunca fue capaz de ganar. En ese campo y ese año se produjo también la mayor goleada en un derbi, en la polémica victoria por 13-0 del Celta. Fue el 2 de diciembre, en la penúltima jornada de la temporada 1928-29 del Campeonato de Galicia. El Deportivo llegará a Vigo pensando más en la decisiva jornada siguiente, donde se jugaría el título frente al Racing de Ferrol en Inferniño, por lo que tras ir perdiendo 3-0 en el descanso y con varios jugadores lesionados, el club coruñés salió al campo en la segunda parte con solo ocho jugadores, para jugar el tramo final con solo cinco mientras el Celta incrementaba el marcador hasta los 13 goles, cinco de ellos de Polo. Tras el partido, el periódico vigués El Pueblo Gallego calificó de farsa la actitud de Deportivo, mientras que otros diarios, como los coruñeses El Orzán y El Noroeste, el pontevedrés El Progreso o el compostelano El Eco de Santiago, criticaron el juego violento del Celta.

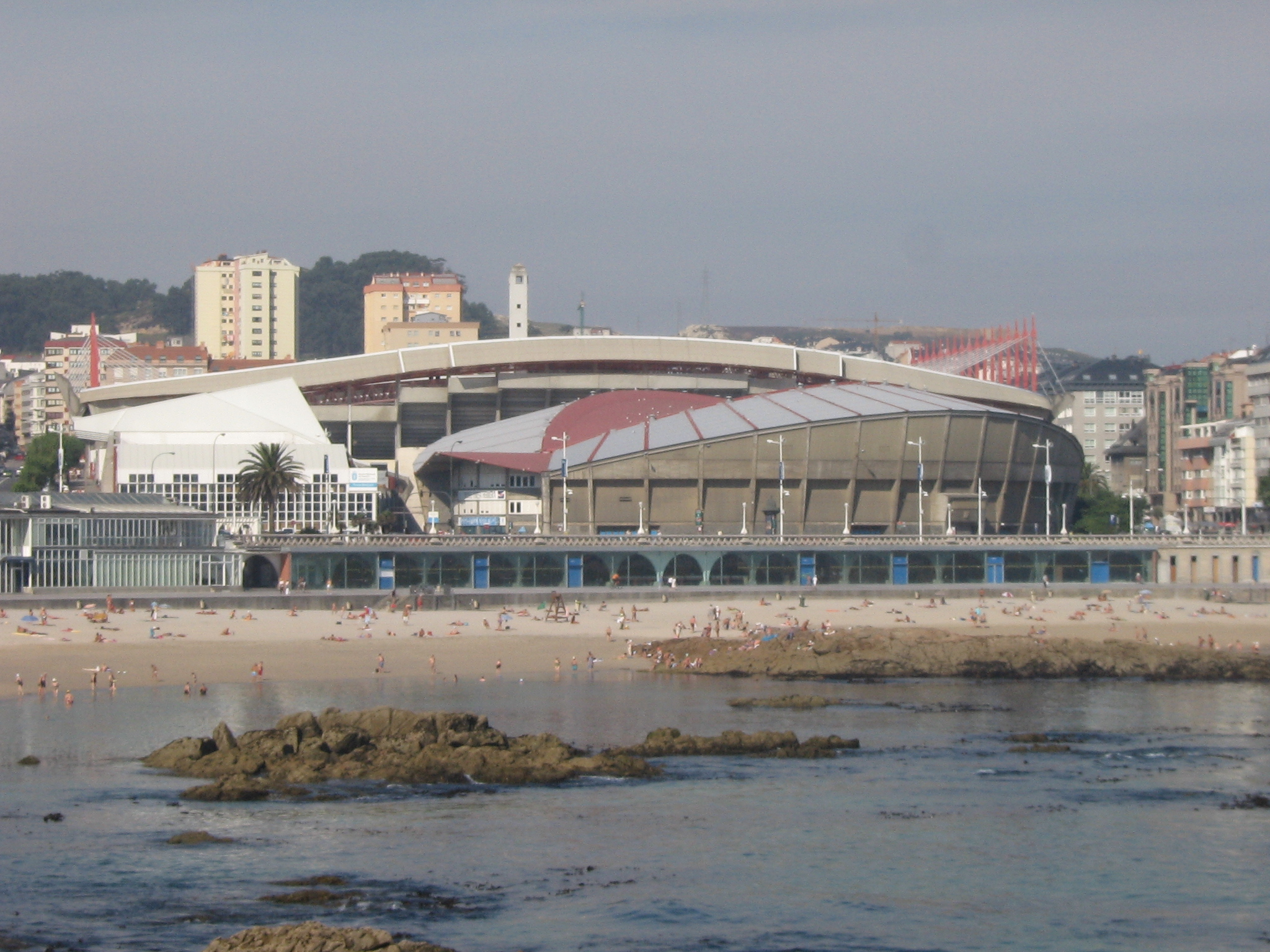
Estadio de Riazor, donde el Deportivo disputa sus partidos desde 1944.

Apenas 5 años después de la fundación del Celta, se crea el Campeonato Nacional de Liga. El primer enfrentamiento en Liga fue en Segunda división, con victoria deportivista por 4-2. Durante esos años se disputaron además numerosos amistosos entre los dos equipos, llegando a jugarse hasta cuatro en un solo año, como en 1929.

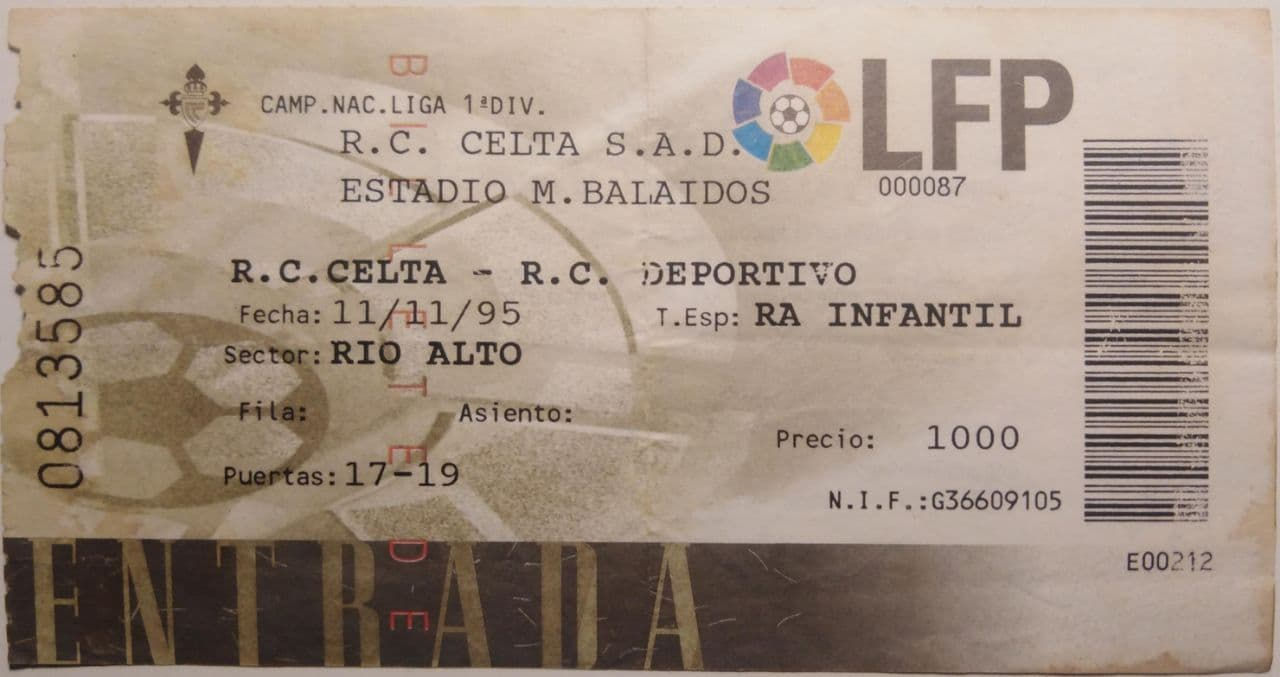
Entrada a un partido de primera división en Balaídos, 11 de noviembre de 1995.

En la campaña 1941-42, temporada del debut del Deportivo en la máxima categoría, se produjeron los dos primeros enfrentamientos en Primera División entre ambos clubes, 2-1 a favor de los vigueses en Balaídos (con dos goles de Agustín por parte celeste y un gol de Chacho por parte blanquiazul) y 4-0 a favor de los coruñeses en Riazor (dos goles de Guimeráns y dos de Chao).
La rivalidad continuó en las décadas posteriores, tanto en primera como en segunda, en donde cada vez los encuentros entre los dos equipos fueron más competidos y disputados. Durante esos años eran habituales los recibimientos hostiles y disturbios en las entradas de Vigo y La Coruña, con lanzamientos de botellas o piedras a los autobuses de los jugadores y otros incidentes extradeportivos, percances que aún se siguen produciendo hoy en día, aunque en menor medida.
A finales de la década de 1990 y principios del siglo XXI se vivieron algunos de los derbis más recordados entre ambas entidades. En las temporadas que abarcaron ese periodo (1997-2004) Celta y Deportivo contaban con las plantillas más potentes de sus respectivas historias y se encontraban asentados en las posiciones altas de la tabla clasificatoria, siendo además habituales sus presencias en las competiciones europeas.

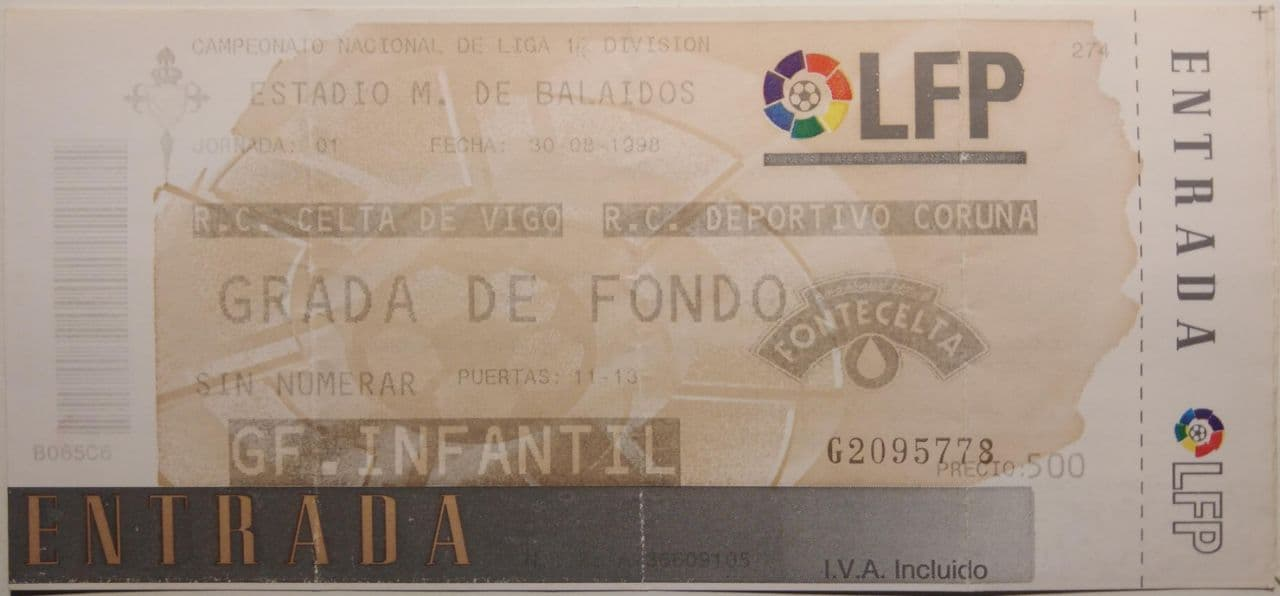
Entrada a un partido de primera división en Balaídos, 30 de agosto de 1998.

En esta época, concretamente el 15 de abril de 2003, se disputó un encuentro amistoso solidario en el Estadio Santiago Bernabeu que enfrentó al Real Madrid contra un combinado unificado de jugadores del Celta y del Deportivo. La finalidad de este partido era recaudar fondos para los damnificados del hundimiento del Prestige, este encuentro se celebró bajo el lema Xuntos por Galicia y el equipo formado por olívicos y herculinos vistió de color verde.
El equipo titular de los clubes gallegos estuvo formado por Molina, Manuel Pablo, Cáceres, César, Juanfran, Mauro Silva, Ángel, Mostovoi, Fran, Benni McCarthy y Diego Tristán. En el partido también participaron Luque, Pinto, Coira, Donato, Berizzo, Romero, Giovanella, Scaloni, Víctor, Gustavo López y Catanha. El encuentro finalizó con victoria merengue por 3 goles a 0.

## Encuentros oficiales

### Liga
| Temporada | Categoría                | Fecha      | Local     | Resultado | Visitante | Goles (local)                                                   | Goles (visitante)                               |
| --------- | ------------------------ | ---------- | --------- | --------- | --------- | --------------------------------------------------------------- | ----------------------------------------------- |
| 1929-30   | Segunda División         | 10-03-1929 | Deportivo | 4 – 2     | Celta     | Perdomo 3' Torres 75' Pérez 80' Hilario 81'                     | Rogelio 15' Reigosa 45'?                        |
| 1929-30   | Segunda División         | 30-05-1929 | Celta     | 1 – 1     | Deportivo | Losada 30'                                                      | Perdomo 25'                                     |
| 1931–32   | Segunda División         | 03-01-1932 | Celta     | 2 – 1     | Deportivo | Paredes 44' Reigosa 62'                                         | Chacho 83'                                      |
| 1931–32   | Segunda División         | 06-03-1932 | Deportivo | 5 – 0     | Celta     | Frois 10'? Chacho 20'? Fariña 25'? Diz 30'? Paco León 60'?      | -                                               |
| 1932–33   | Segunda División         | 15-01-1933 | Deportivo | 7 – 2     | Celta     | Triana 10'? 82' Blas 25'? Paco León 30'? 65'? Fuentes 35'? 60'? | Machicha 20'? Nolete 40'?                       |
| 1932–33   | Segunda División         | 19-03-1933 | Celta     | 4 – 1     | Deportivo | Machicha 5'? 30'? Nicha 10' 15'                                 | Ferrón 70'                                      |
| 1933–34   | Segunda División         | 03-12-1933 | Celta     | 3 – 2     | Deportivo | Gonzalo 19' Piñeiro 40' Nolete 85'                              | Diz 55' 80'                                     |
| 1933–34   | Segunda División         | 04-02-1934 | Deportivo | 4 – 1     | Celta     | Diz 47' (p.) 60'? Lelé 70'? Triana 80'?                         | Pirelo 3'                                       |
| 1934–35   | Segunda División         | 16-12-1934 | Celta     | 5 – 1     | Deportivo | Gonzalo 20'? Bisagras 40'? Nolete 50'? 60'? 70'?                | Chas 30'?                                       |
| 1934–35   | Segunda División         | 03-02-1935 | Deportivo | 4 – 2     | Celta     | Chas 15' 60'? 85' Bolado 70'                                    | Nolete 30' (p.) 75'?                            |
| 1935–36   | Segunda División         | 08-12-1935 | Deportivo | 2 – 1     | Celta     | Rey 40' 43'                                                     | Nolete 30'                                      |
| 1935–36   | Segunda División         | 26-01-1936 | Celta     | 5 – 0     | Deportivo | Nolete 20'? 60'? Gonzalo 30'? Machicha II 40'? Jarabo 80'?      | -                                               |
| 1939–40   | Promoción                | 15-05-1940 | Celta     | 1 – 0     | Deportivo | Nolete 88'                                                      | –                                               |
| 1941–42   | Primera División         | 19-10-1941 | Celta     | 2 – 1     | Deportivo | Jarabo 5' 83'                                                   | Chacho 89'                                      |
| 1941–42   | Primera División         | 25-01-1942 | Deportivo | 4 – 0     | Celta     | Chao 30' 32' Guimeráns 36' 63'                                  | –                                               |
| 1942–43   | Primera División         | 15-11-1942 | Celta     | 0 – 1     | Deportivo | –                                                               | Guimeráns 65'                                   |
| 1942–43   | Primera División         | 28-02-1943 | Deportivo | 3 – 1     | Celta     | Paquirri 7' 51' Chao 73'                                        | Del Pino 81'                                    |
| 1943–44   | Primera División         | 12-12-1943 | Celta     | 0 – 0     | Deportivo | –                                                               | –                                               |
| 1943–44   | Primera División         | 26-03-1944 | Deportivo | 3 – 2     | Celta     | Valle 20' Lezama 83' Viso 85'                                   | Venancio 61' Fuentes 89'                        |
| 1946–47   | Primera División         | 08-12-1946 | Deportivo | 1 – 4     | Celta     | Gamonal 58'                                                     | Bermejo 12' Retamar 15' 46' Hermidita 88'       |
| 1946–47   | Primera División         | 06-04-1947 | Celta     | 4 – 2     | Deportivo | Pahiño 14' 67' Aretio 18' Hermidita 66'                         | Guimeráns 52' López Vázquez 89'                 |
| 1948–49   | Primera División         | 28-11-1948 | Celta     | 1 – 1     | Deportivo | Aretio 38'                                                      | Juanete 46'                                     |
| 1948–49   | Primera División         | 10-04-1949 | Deportivo | 3 – 3     | Celta     | Juanete 10' Franco 50' Chao 60'                                 | Garro 13' Juanín 47' 86'                        |
| 1949–50   | Primera División         | 13-11-1949 | Deportivo | 1 – 1     | Celta     | Cheché Martín 66'                                               | Sobrado 80'                                     |
| 1949–50   | Primera División         | 12-03-1950 | Celta     | 2 – 3     | Deportivo | Hermidita 2' Sobrado 47'                                        | Moll 30' Tino 44' Franco 82'                    |
| 1950–51   | Primera División         | 24-09-1950 | Deportivo | 4 – 1     | Celta     | Tino 1' Oswaldo 2' Franco 65' Corcuera 88'                      | Vázquez 69'                                     |
| 1950–51   | Primera División         | 14-01-1951 | Celta     | 1 – 2     | Deportivo | Vázquez 13'                                                     | Tino 6' 27' Pita 42'                            |
| 1951–52   | Primera División         | 09-12-1951 | Deportivo | 3 – 0     | Celta     | Oswaldo 40' Cuenca 58' Corcuera 60'                             | –                                               |
| 1951–52   | Primera División         | 06-04-1952 | Celta     | 6 – 1     | Deportivo | Hermidita 28' Atienza 32' 39' 40' Mecarle 61' 75'               | Lechuga 6'                                      |
| 1952–53   | Primera División         | 12-10-1952 | Celta     | 2 – 0     | Deportivo | Atienza 47' Juanín 48'                                          | –                                               |
| 1952–53   | Primera División         | 15-02-1953 | Deportivo | 3 – 2     | Celta     | García 11' Oswaldo 32' 89' Tino 58'                             | Hermidita 73'                                   |
| 1952–53   | Promoción de permanencia | 07-06-1953 | Deportivo | 1 – 2     | Celta     | Tito Blanco 85'                                                 | González 29' (p.p.) Hermidita 40'               |
| 1952–53   | Promoción de permanencia | 12-07-1953 | Celta     | 1 – 3     | Deportivo | Amoedo 30'                                                      | Corcuera 6' Oswaldo 19' Lolín 40' (p.p.)        |
| 1953–54   | Primera División         | 27-09-1953 | Celta     | 3 – 1     | Deportivo | Juan Francisco 27' Cerdá 34' Olmedo 38'                         | Pahiño 80'                                      |
| 1953–54   | Primera División         | 24-01-1954 | Deportivo | 0 – 0     | Celta     | –                                                               | –                                               |
| 1954–55   | Primera División         | 10-10-1954 | Deportivo | 4 – 2     | Celta     | Pahiño 6' 10' 60' 65'                                           | Mauro 20' Carlos Torres 42'                     |
| 1954–55   | Primera División         | 23-01-1955 | Celta     | 2 – 0     | Deportivo | Azpeitia 3' 82'                                                 | –                                               |
| 1955–56   | Primera División         | 13-11-1955 | Celta     | 4 – 1     | Deportivo | Cerdá 12' Mauro 33' 66' Azpeitia 61'                            | Bazán 76'                                       |
| 1955–56   | Primera División         | 18-03-1956 | Deportivo | 5 – 0     | Celta     | Polo 4' 70' Bazán 37' 46' Cuenca 75'                            | –                                               |
| 1956–57   | Primera División         | 11-11-1956 | Deportivo | 0 – 3     | Celta     | –                                                               | Mauro 38' Ares 53' Carlos Torres 81'            |
| 1956–57   | Primera División         | 03-03-1957 | Celta     | 1 – 1     | Deportivo | Mauro 22'                                                       | Irusquieta 87'                                  |
| 1959–60   | Segunda División         | 20-05-1959 | Deportivo | 2 – 1     | Celta     | Rafa 74' Rabadán 79'                                            | Bayo 25'                                        |
| 1959–60   | Segunda División         | 14-02-1960 | Celta     | 4 – 0     | Deportivo | Pais 4' Zamorita 36' Escobar 53' Pintos 71'                     | –                                               |
| 1960–61   | Segunda División         | 09-10-1960 | Deportivo | 0 – 1     | Celta     | –                                                               | Gómez 61'                                       |
| 1960–61   | Segunda División         | 05-02-1961 | Celta     | 3 – 0     | Deportivo | Igoa 38' Zamorita 46' Pais 56'                                  | –                                               |
| 1961–62   | Segunda División         | 24-09-1961 | Celta     | 1 – 1     | Deportivo | Edmur 22'                                                       | Revuelta 90'                                    |
| 1961–62   | Segunda División         | 14-01-1962 | Deportivo | 2 – 0     | Celta     | Bellón 17' Amancio 26'                                          | –                                               |
| 1963–64   | Segunda División         | 22-12-1963 | Celta     | 1 – 0     | Deportivo | Pintos 70'                                                      | –                                               |
| 1963–64   | Segunda División         | 12-04-1964 | Deportivo | 2 – 1     | Celta     | Lamelo 16' Loureda 39'                                          | Téllez 50'                                      |
| 1965–66   | Segunda División         | 21-11-1965 | Celta     | 0 – 0     | Deportivo | –                                                               | –                                               |
| 1965–66   | Segunda División         | 27-02-1966 | Deportivo | 0 – 0     | Celta     | –                                                               | –                                               |
| 1967–68   | Segunda División         | 29-10-1967 | Deportivo | 1 – 0     | Celta     | José Luis 46'                                                   | –                                               |
| 1967–68   | Segunda División         | 18-02-1968 | Celta     | 3 – 2     | Deportivo | Rivera 20' 24' Abel 29'                                         | Beci 2' Sertucha 32'                            |
| 1969–70   | Primera División         | 07-12-1969 | Celta     | 2 – 2     | Deportivo | Jiménez 53' Juan 67'                                            | Chapela 68' 75'                                 |
| 1969–70   | Primera División         | 05-04-1970 | Deportivo | 0 – 1     | Celta     | –                                                               | Rivera 42'                                      |
| 1971–72   | Primera División         | 14-11-1970 | Deportivo | 0 – 1     | Celta     | –                                                               | Juan 85'                                        |
| 1971–72   | Primera División         | 19-03-1972 | Celta     | 3 – 1     | Deportivo | Jiménez 50' 62' Sanromán 52'                                    | Rubiñán 82'                                     |
| 1972–73   | Primera División         | 03-12-1972 | Deportivo | 1 – 0     | Celta     | Cortés 24'                                                      | –                                               |
| 1972–73   | Primera División         | 22-04-1973 | Celta     | 1 – 0     | Deportivo | Sanromán 8'                                                     | –                                               |
| 1975–76   | Segunda División         | 23-11-1975 | Deportivo | 2 – 0     | Celta     | Pancho García 49' Pousada 64'                                   | –                                               |
| 1975–76   | Segunda División         | 04-04-1976 | Celta     | 1 – 1     | Deportivo | Igártua 55'                                                     | Cocco 85'                                       |
| 1977–78   | Segunda División         | 08-12-1977 | Deportivo | 1 – 2     | Celta     | Piris 78'                                                       | Carlos Lago 14' Félix 23'                       |
| 1977–78   | Segunda División         | 23-04-1978 | Celta     | 1 – 0     | Deportivo | Sanromán 20'                                                    | –                                               |
| 1979–80   | Segunda División         | 02-12-1979 | Celta     | 2 – 0     | Deportivo | Del Cura 56' Mori 63'                                           | –                                               |
| 1979–80   | Segunda División         | 27-04-1980 | Deportivo | 2 – 1     | Celta     | Piris 54' Castro 83'                                            | Ademir 58'                                      |
| 1980–81   | Segunda División B       | 26-10-1980 | Celta     | 1 – 0     | Deportivo | Culafić 5'                                                      | –                                               |
| 1980–81   | Segunda División B       | 08-03-1981 | Deportivo | 1 – 1     | Celta     | Piña 70'                                                        | Suárez 12'                                      |
| 1981–82   | Segunda División         | 25-10-1981 | Deportivo | 1 – 1     | Celta     | Traba 56'                                                       | Pichi Lucas 29'                                 |
| 1981–82   | Segunda División         | 28-02-1982 | Celta     | 1 – 0     | Deportivo | Antonio Gómez 60'                                               | –                                               |
| 1983–84   | Segunda División         | 04-12-1983 | Celta     | 0 – 0     | Deportivo | –                                                               | –                                               |
| 1983–84   | Segunda División         | 22-04-1984 | Deportivo | 1 – 3     | Celta     | Brizzola 81'                                                    | Pichi Lucas 25' Camilo 34' Andrés Fernández 43' |
| 1984–85   | Segunda División         | 11-11-1984 | Deportivo | 3 – 2     | Celta     | Alfonso 21' Ballesta 45' José Luis 85'                          | Miguel Villaverde 18' Cortés 29'                |
| 1984–85   | Segunda División         | 24-03-1985 | Celta     | 5 – 0     | Deportivo | Pichi Lucas 14' 62' Cándido 30' Cortés 34' Marián 49'           | –                                               |
| 1986–87   | Segunda División         | 23-11-1986 | Deportivo | 3 – 0     | Celta     | José Luis 11' Donowa 16' Vicente 84'                            | –                                               |
| 1986–87   | Segunda División         | 22-03-1987 | Celta     | 2 – 0     | Deportivo | Vicente 7' Baltazar 13'                                         | –                                               |
| 1986–87   | Segunda Fase (Ascenso)   | 03-05-1987 | Celta     | 3 – 0     | Deportivo | Barboza 1' Baltazar 57' 65'                                     | –                                               |
| 1986–87   | Segunda Fase (Ascenso)   | 06-06-1987 | Deportivo | 0 – 1     | Celta     | –                                                               | Baltazar 43'                                    |
| 1990–91   | Segunda División         | 09-12-1990 | Deportivo | 3 – 0     | Celta     | Stojadinović 58' Gil 75' Uralde 78'                             | –                                               |
| 1990–91   | Segunda División         | 04-05-1991 | Celta     | 0 – 0     | Deportivo | –                                                               | –                                               |
| 1992–93   | Primera División         | 06-09-1992 | Deportivo | 2 – 0     | Celta     | Bebeto 30' Claudio 35'                                          | –                                               |
| 1992–93   | Primera División         | 31-01-1993 | Celta     | 0 – 0     | Deportivo | –                                                               | –                                               |
| 1993–94   | Primera División         | 05-09-1993 | Deportivo | 0 – 0     | Celta     | –                                                               | –                                               |
| 1993–94   | Primera División         | 23-01-1994 | Celta     | 0 – 0     | Deportivo | –                                                               | –                                               |
| 1994–95   | Primera División         | 21-12-1994 | Deportivo | 1 – 2     | Celta     | Bebeto 77'                                                      | Gudelj 2' Losada 52'                            |
| 1994–95   | Primera División         | 21-05-1995 | Celta     | 0 – 2     | Deportivo | –                                                               | Manjarín 15' Alfredo 67'                        |
| 1995–96   | Primera División         | 11-11-1995 | Celta     | 0 – 0     | Deportivo | –                                                               | –                                               |
| 1995–96   | Primera División         | 27-03-1996 | Deportivo | 2 – 1     | Celta     | Manjarín 15' Bebeto 83'                                         | Juan Sánchez 89'                                |
| 1996–97   | Primera División         | 08-09-1996 | Celta     | 1 – 1     | Deportivo | Juan Sánchez 85'                                                | Tárraga 17' (p.p.)                              |
| 1996–97   | Primera División         | 09-02-1997 | Deportivo | 2 – 2     | Celta     | Rivaldo 41' Renaldo 54'                                         | Juan Sánchez 20' Mostovoi 64'                   |
| 1997–98   | Primera División         | 25-10-1997 | Deportivo | 1 – 1     | Celta     | Luizão 34'                                                      | Patxi Salinas 37'                               |
| 1997–98   | Primera División         | 01-03-1998 | Celta     | 2 – 1     | Deportivo | Mostovoi 70' Ramis 72' (p.p.)                                   | Ramis 6'                                        |
| 1998–99   | Primera División         | 30-08-1998 | Celta     | 0 – 0     | Deportivo | –                                                               | –                                               |
| 1998–99   | Primera División         | 31-01-1999 | Deportivo | 2 – 1     | Celta     | Pauleta 9' Turu Flores 44'                                      | Juan Sánchez 80'                                |
| 1999–00   | Primera División         | 18-12-1999 | Deportivo | 1 – 0     | Celta     | Turu Flores 65'                                                 | –                                               |
| 1999–00   | Primera División         | 30-04-2000 | Celta     | 2 – 1     | Deportivo | McCarthy 4' Gustavo López 73'                                   | Turu Flores 46'                                 |
| 2000–01   | Primera División         | 26-11-2000 | Deportivo | 1 – 0     | Celta     | Djalminha 75'                                                   | –                                               |
| 2000–01   | Primera División         | 21-04-2001 | Celta     | 2 – 1     | Deportivo | Đorović 57' Mostovoi 69'                                        | Valerón 54'                                     |
| 2001–02   | Primera División         | 30-09-2001 | Deportivo | 2 – 2     | Celta     | Juanfran 70' (p.p.) Pandiani 80'                                | Berizzo 22' Edú 67'                             |
| 2001–02   | Primera División         | 05-02-2002 | Celta     | 0 – 2     | Deportivo | –                                                               | Tristán 31' 64'                                 |
| 2002–03   | Primera División         | 04-01-2003 | Deportivo | 3 – 0     | Celta     | Tristán 42' Sergio 48' Luque 89'                                | –                                               |
| 2002–03   | Primera División         | 24-05-2003 | Celta     | 3 – 0     | Deportivo | Jesuli 57' Edú 62' 78'                                          | –                                               |
| 2003–04   | Primera División         | 03-01-2004 | Celta     | 0 – 5     | Deportivo | –                                                               | Luque 15' Víctor 41' 71' 79' Tristán 83'        |
| 2003–04   | Primera División         | 15-05-2004 | Deportivo | 3 – 0     | Celta     | Sylvinho 13' (p.p.) Pandiani 22' Munitis 25'                    | –                                               |
| 2005–06   | Primera División         | 17-12-2005 | Celta     | 0 – 3     | Deportivo | –                                                               | Tristán 25' Valerón 42' Capdevila 45'           |
| 2005–06   | Primera División         | 29-04-2006 | Deportivo | 0 – 2     | Celta     | –                                                               | Silva 33' Perera 87'                            |
| 2006–07   | Primera División         | 19-11-2006 | Deportivo | 0 – 1     | Celta     | –                                                               | Nenê 73'                                        |
| 2006–07   | Primera División         | 15-04-2007 | Celta     | 1 – 0     | Deportivo | Baiano 61'                                                      | –                                               |
| 2011–12   | Segunda División         | 13-11-2011 | Deportivo | 2 – 1     | Celta     | Jonathan Vila 4' (p.p.) Lassad 83'                              | Orellana 82'                                    |
| 2011–12   | Segunda División         | 15-04-2012 | Celta     | 2 – 3     | Deportivo | De Lucas 67' Catalá 82'                                         | Riki 3' Lassad 62' Borja 90+3'                  |
| 2012–13   | Primera División         | 27-10-2012 | Celta     | 1 – 1     | Deportivo | Bermejo 7'                                                      | Juan Domínguez 28'                              |
| 2012–13   | Primera División         | 15-03-2013 | Deportivo | 3 – 1     | Celta     | Riki 9' Silvio 64' Salomão 79'                                  | Park 80'                                        |
| 2014–15   | Primera División         | 23-09-2014 | Celta     | 2 – 1     | Deportivo | Nolito 4' Larrivey 72'                                          | Isaac Cuenca 55'                                |
| 2014–15   | Primera División         | 21-02-2015 | Deportivo | 0 – 2     | Celta     | –                                                               | Charles 46' Larrivey 81'                        |
| 2015–16   | Primera División         | 21-11-2015 | Deportivo | 2 – 0     | Celta     | Lucas Pérez 23' Jonny (p.p.) 90'                                | –                                               |
| 2015–16   | Primera División         | 03-04-2016 | Celta     | 1 – 1     | Deportivo | Nolito 30'                                                      | Celso Borges 21'                                |
| 2016–17   | Primera División         | 23-10-2016 | Celta     | 4 – 1     | Deportivo | Hugo Mallo 32' Aspas 60' (p.) 83' Orellana 78'                  | Albentosa 37'                                   |
| 2016–17   | Primera División         | 19-03-2017 | Deportivo | 0 – 1     | Celta     | -                                                               | Aspas 74'                                       |
| 2017–18   | Primera División         | 23-12-2017 | Deportivo | 1 – 3     | Celta     | Andone 59'                                                      | Wass 3' Aspas 40' 53'                           |
| 2017–18   | Primera División         | 05-05-2018 | Celta     | 1 – 1     | Deportivo | Maxi Gómez 13'                                                  | Lucas Pérez 90+1'                               |

### Copa del Rey
| Temporada | Fecha      | Local     | Resultado | Visitante | Goles (local)                                               | Goles (visitante)                    |
| --------- | ---------- | --------- | --------- | --------- | ----------------------------------------------------------- | ------------------------------------ |
| 1928      | 19-02-1928 | Celta     | 2 –1      | Deportivo | Morilla 48' Nicha 71'                                       | Pereiro 30'                          |
| 1928      | 18-03-1928 | Deportivo | 3 – 3     | Celta     | Pereiro 20' 28' 89'                                         | Eguía 55' Polo 56' 65'               |
| 1941      | 20-04-1941 | Deportivo | 2 – 3     | Celta     | Elícegui 14' Guimeráns 85' (p.)                             | Nolete 13' Venancio 50' Agustín 83'  |
| 1941      | 27-04-1941 | Celta     | 8 – 0     | Deportivo | Roig 1' 70' 80'? Del Pino 4' 65' Sabina 67' Agustín 76' 86' | -                                    |
| 1970–71   | 16-05-1971 | Deportivo | 0 – 0     | Celta     | -                                                           | -                                    |
| 1970–71   | 23-05-1971 | Celta     | 0 – 2     | Deportivo | -                                                           | Loureda 19' Rubiñán 77'              |
| 1980–81   | 19-09-1980 | Deportivo | 4 – 3     | Celta     | Morón 2' 68' Castro 9' García 38'                           | Ćulafić 6' (p.) Vidal 41' Manolo 44' |
| 1980–81   | 01-10-1980 | Celta     | 5 – 2     | Deportivo | Ćulafić 21' Canosa 35' Suárez 48' Ademir 64' 89'            | García 59' (p.) Muñoz 76'            |
| 1998–99   | 20-01-1999 | Celta     | 0 – 1     | Deportivo | -                                                           | Turu Flores 21'                      |
| 1998–99   | 03-02-1999 | Deportivo | 1 – 1     | Celta     | Turu Flores 119'                                            | Cáceres 79'                          |

### Copa de la Liga
| Temporada | Categoría                           | Fecha      | Local     | Resultado | Visitante | Goles (local)                                             | Goles (visitante)                    |
| --------- | ----------------------------------- | ---------- | --------- | --------- | --------- | --------------------------------------------------------- | ------------------------------------ |
| 1984      | Copa de la Liga de Segunda División | 02-06-1984 | Celta     | 1 – 1     | Deportivo | Andrés Fernández 19'                                      | Mauri 32'                            |
| 1984      | Copa de la Liga de Segunda División | 06-06-1984 | Deportivo | 1 – 0     | Celta     | Vicente 34'                                               | -                                    |
| 1985      | Copa de la Liga de Segunda División | 25-05-1985 | Celta     | 2 – 3     | Deportivo | Alvelo 31' Mercader 72'                                   | Vicente 28' 37' Moreno 52'           |
| 1985      | Copa de la Liga de Segunda División | 30-05-1985 | Deportivo | 5 – 3     | Celta     | Pablo Alonso 75' (p.) Brizzola 85' 97' Mané 91' (p.) 116' | Pichi Lucas 61' 78' Arteaga 75' (p.) |

### Campeonato Superregional Astur-Gallego
| Temporada | Fecha      | Local     | Resultado | Visitante | Goles (local)                                                                        | Goles (visitante)   |
| --------- | ---------- | --------- | --------- | --------- | ------------------------------------------------------------------------------------ | ------------------- |
| 1934-35   | 21-10-1934 | Celta     | 2 – 0     | Deportivo | Polo 35' Gonzalo 67'                                                                 | -                   |
| 1934-35   | 04-11-1934 | Celta     | 9 – 2     | Deportivo | Gonzalo 19' 70'? ? 44' (p.p.) Venancio 50'? Nolete 55'? 65'? Caramelero 60'? 78' 85' | Chacho 75' 82' (p.) |
| 1934-35   | 25-11-1934 | Deportivo | 2 – 0     | Celta     | Triana Chas                                                                          | -                   |
| 1935-36   | 15-09-1935 | Celta     | 2–1       | Deportivo | Pirelo 25' Nolete 40'                                                                | Paco León 1'        |
| 1935-36   | 20-10-1935 | Deportivo | 2 – 1     | Celta     | Cela Ricardo                                                                         | Nolete              |

### Campeonato de Galicia
| Temporada | Fecha      | Local     | Resultado | Visitante | Goles (local)                                                                  | Goles (visitante)                          |
| --------- | ---------- | --------- | --------- | --------- | ------------------------------------------------------------------------------ | ------------------------------------------ |
| 1924-25   | 09-11-1924 | Deportivo | 3 – 0     | Celta     | Leonardo 55' (p.) Pereiro 65'                                                  | -                                          |
| 1924-25   | 18-01-1925 | Celta     | 3 – 0     | Deportivo | Balbino (p.) Gerardito Chicha                                                  | -                                          |
| 1925-26   | 31-01-1926 | Deportivo | 0 – 1     | Celta     | -                                                                              | Polo 15'                                   |
| 1925-26   | 07-02-1926 | Celta     | 4 – 2     | Deportivo | Rogelio 15' 27' 30' Polo 60'                                                   | Vázquez 10' Guillermo 55'                  |
| 1926-27   | 31-10-1926 | Celta     | 1 – 1     | Deportivo | Chicha 65' (p.)                                                                | Pereiro 30'                                |
| 1926-27   | 05-12-1926 | Deportivo | 1 – 1     | Celta     | Chaco 70'                                                                      | Chicha 6' (p.)                             |
| 1926-27   | 09-01-1927 | Celta     | 4 – 3     | Deportivo | Polo 26' Chicha 36' (p.) 38' Reigosa 51'                                       | Alonso 19' Ramón 54' Redondela 62'         |
| 1926-27   | 06-02-1927 | Deportivo | 2 – 1     | Celta     | Ramón 20' Vázquez 40'?                                                         | Rogelio 30'?                               |
| 1927-28   | 30-10-1927 | Celta     | 2 – 1     | Deportivo | Nicha 35' Eguía 60'                                                            | Chaco 43'                                  |
| 1927-28   | 04-12-1927 | Deportivo | 2 – 1     | Celta     | Ramón 15' Guillermo 88'                                                        | Eguía 81'                                  |
| 1928-29   | 25-11-1928 | Deportivo | 1 – 0     | Celta     | Otero 75'                                                                      | -                                          |
| 1928-29   | 02-12-1928 | Celta     | 13 – 0    | Deportivo | Eguía 10' 24' 52' Chicha 20' 64' 85'? 87'? Polo 49' 76' 81' 83'? 89'? Vega 71' | -                                          |
| 1929-30   | 10-11-1929 | Deportivo | 2 – 1     | Celta     | Hilario 1' Eguía 40'                                                           | Rogelio 50'                                |
| 1929-30   | 24-11-1929 | Celta     | 5 – 3     | Deportivo | Polo 29' Rogelio 31' 43' Piñeiro 65'? Losada 65'?                              | Pérez 15' 85' Eguía 22'                    |
| 1930-31   | 12-10-1930 | Celta     | 4 – 1     | Deportivo | Piñeiro 5' Rogelio 15' Polo 60' (p.) Reigosa 75'?                              | Esparza 27'                                |
| 1930-31   | 16-11-1930 | Deportivo | 2 – 0     | Celta     | Hilario 20' Chacho 60'? (p.)                                                   | -                                          |
| 1931-32   | 20-09-1931 | Deportivo | 3 – 1     | Celta     | Diz 21' 32' Triana 71' (p.)                                                    | Cupóns 56'                                 |
| 1931-32   | 25-10-1931 | Celta     | 4 – 1     | Deportivo | Cupóns 25' 55' 65' Carburo 70'                                                 | Diz 10'                                    |
| 1932-33   | 16-10-1932 | Celta     | 3 – 3     | Deportivo | Nolete 12' 80'? Nin 30'?                                                       | Paco León 10' 55' Chacho 70'?              |
| 1932-33   | 20-11-1932 | Deportivo | 2 – 0     | Celta     | Chacho 55' 75'?                                                                | -                                          |
| 1933-34   | 10-09-1933 | Deportivo | 5 – 0     | Celta     | Paco León 20'? 30'? Chacho 40'? 70'? Triana 80'?                               | -                                          |
| 1933-34   | 12-10-1933 | Celta     | 4 – 0     | Deportivo | Polo 3' Machicha 21' 72' Nolete 28'                                            | -                                          |
| 1936-37   | 15-11-1936 | Celta     | 0 – 1     | Deportivo | -                                                                              | Vázquez 40'                                |
| 1936-37   | 03-01-1937 | Deportivo | 2 – 2     | Celta     | Hilario 12' Diz 55'? (p.)                                                      | Morla 40' Venancio 80'? (p.)               |
| 1937-38   | 15-05-1938 | Celta     | 2 – 0     | Deportivo | Machicha 44' Venancio 50'                                                      | -                                          |
| 1937-38   | 05-06-1938 | Deportivo | 2 – 2     | Celta     | Couso 24' Guimeráns 50'                                                        | Venancio 44' Carnero 65'                   |
| 1937-38   | 26-06-1938 | Deportivo | 0 – 1     | Celta     | -                                                                              | Agustín                                    |
| 1937-38   | 17-07-1938 | Celta     | 5 – 1     | Deportivo | Agustín 30' Machicha Morla                                                     | Guadix                                     |
| 1939-40   | 15-10-1939 | Celta     | 1 – 5     | Deportivo | Armando 15'                                                                    | Chacho 43' Pintos 50'? 60'? 70'? Chao 88'? |
| 1939-40   | 12-11-1939 | Deportivo | 4 – 0     | Celta     | Breijo 1' 88'? Couso 40'? Reboredo 85' (p.)                                    | -                                          |

### Copa Galicia
| Temporada | Fecha      | Local     | Resultado | Visitante | Goles (local)                              | Goles (visitante)                      |
| --------- | ---------- | --------- | --------- | --------- | ------------------------------------------ | -------------------------------------- |
| 1945-46   | 23-06-1946 | Celta     | 1 – 1     | Deportivo | Pahiño 31'                                 | Mesa 51' (p.p.)                        |
| 1945-46   | 29-06-1946 | Deportivo | 1 – 1     | Celta     | Carlitos 90+'                              | Roig 90+'                              |
| 1945-46   | 08-09-1946 | Deportivo | 4 – 0     | Celta     | Trujillo 2' Reboredo 3' 82' Gamonal 56'    | -                                      |
| 1945-46   | 22-12-1946 | Celta     | 4 – 3     | Deportivo | Munuaga 30' Roig 35' Aretio 84' Pahiño 90' | Reboredo 44'? Díez 60'? Marquínez 65'? |

## Encuentros amistosos
| Fecha      | Evento                                          | Campo                                          | Local     | Resultado | Visitante | Goles (local)                                                       | Goles (visitante)                              |  |
| ---------- | ----------------------------------------------- | ---------------------------------------------- | --------- | --------- | --------- | ------------------------------------------------------------------- | ---------------------------------------------- |  |
| 04-08-1926 | Copa Domecq                                     | Campo de Riazor                                | Deportivo | 1 – 2     | Celta     | Pereiro 35'? (p.)                                                   | Chicha 20' 80'                                 |  |
| 15-08-1926 | Copa Domecq                                     | Campo de Coya                                  | Celta     | 6 – 1     | Deportivo | Rogelio 5' 9' 38' 62' Cabezo 23' (p.) Chicha 66'                    | Alonso 6'                                      |  |
| 14-08-1928 | Copa de los Alcaldes                            | Campo de Riazor                                | Deportivo | 3 – 3     | Celta     | Pereiro (p.) (p.)                                                   | Nicha 10' Bilbao Goyeneche                     |  |
| 19-08-1928 | Copa de los Alcaldes                            | Campo de Riazor                                | Deportivo | 2 – 0     | Celta     | Pereiro                                                             | –                                              |  |
| 25-07-1929 | Fiestas del Apóstol                             | Campo de la Choupana (Santiago de Compostela)  | Deportivo | 0 – 2     | Celta     | –                                                                   | Guevara 20' Polo                               |  |
| 05-08-1929 | Fiestas de Vigo                                 | Estadio de Balaídos                            | Celta     | 1 – 4     | Deportivo | Reigosa 51'                                                         | Pereiro 25' Hilario 48' Torres 74' Perdomo 80' |  |
| 17-08-1929 | Fiestas de María Pita                           | Campo de Riazor                                | Deportivo | 3 – 1     | Celta     | Alfaro Torres Pereiro                                               | Guevara                                        |  |
| 08-09-1929 | Homenaje a Queralt                              | Estadio de Balaídos                            | Celta     | 1 – 2     | Deportivo | Pepucho 86'                                                         | Ramón 51' 82'                                  |  |
| 15-06-1930 | A beneficio de las asociaciones de prensa       | Estadio de Balaídos                            | Celta     | 0 – 1     | Deportivo | –                                                                   | Feliciano 85'?                                 |  |
| 17-08-1930 | A beneficio de las asociaciones de prensa       | Campo de Riazor                                | Deportivo | 3 – 0     | Celta     | Chacho 21' 26' 40'?                                                 | –                                              |  |
| 31-05-1931 | -                                               | Estadio de Balaídos                            | Celta     | 2 – 2     | Deportivo | Polo 9' 19'                                                         | Diz 55'? Torres 75'                            |  |
| 07-06-1931 | -                                               | Campo de Riazor                                | Deportivo | 3 – 1     | Celta     | Triana 35'? 80'? 85'?                                               | Cameselle 60'?                                 |  |
| 26-06-1932 | Homenaje a Reigosa                              | Estadio de Balaídos                            | Celta     | 1 – 0     | Deportivo | Valcárcel 40'?                                                      | –                                              |  |
| 10-07-1932 | Homenaje a Fariña                               | Campo de Riazor                                | Deportivo | 3 – 1     | Celta     | La Riva 42' Torres 61' León 83'                                     | Mella 26'                                      |  |
| 19-07-1936 | Copa donada por el alcalde Suárez Ferrín        | Campo de Riazor                                | Deportivo | 2 – 1     | Celta     | ?                                                                   | ?                                              |  |
| 03-09-1936 | Homenaje a Millán-Astray                        | Estadio de Balaídos                            | Celta     | 3 – 0     | Deportivo | Toro 35' 50'? Nolete 85'?                                           | –                                              |  |
| 25-07-1939 | -                                               | Campo de Riazor                                | Deportivo | 7 – 1     | Celta     | Pintos 2' 40' Cantina 5'? Hilario 10'? Chacho 20'? 30'? 89'         | Agustín 70'                                    |  |
| 01-09-1940 | Copa de los Alcaldes                            | Campo de Riazor                                | Deportivo | 0 – 2     | Celta     | –                                                                   | Agustín 70' Del Pino 75'                       |  |
| 08-09-1940 | Copa de los Alcaldes                            | Estadio de Balaídos                            | Celta     | 1 – 0     | Deportivo | Del Pino 3'                                                         | –                                              |  |
| 13-09-1942 | Copa Osborne                                    | Campo de Riazor                                | Deportivo | 7 – 1     | Celta     | Molaza 5'? Caballero 25' 30'? Paquirri 35'? 40'? Cárdenas 60'? 80'? | Foro 26'                                       |  |
| 20-09-1942 | Copa Osborne (Homenaje a Venancio)              | Estadio de Balaídos                            | Celta     | 4 – 1     | Deportivo | Roig 30' Del Pino 46' 60'? Agustín 80'?                             | Caballero 15'?                                 |  |
| 11-04-1943 | Homenaje a Nolete                               | Estadio de Balaídos                            | Celta     | 2 – 2     | Deportivo | Alberich 31' Venancio 77'                                           | Cárdenas 50'? Muntaner 63'                     |  |
| 18-04-1943 | A beneficio de los clubes modestos de La Coruña | Campo de Riazor                                | Deportivo | 2 – 3     | Celta     | Valle 38' 85'                                                       | Alberich 25'? Carlos 53' Ardévol 60'?          |  |
| 09-09-1945 | Homenaje a Yayo                                 | Estadio de Balaídos                            | Celta     | 2 – 0     | Deportivo | Hermidita 34' Retamar 53'                                           | –                                              |  |
| 16-09-1945 | -                                               | Estadio de Riazor                              | Deportivo | 0 – 2     | Celta     | –                                                                   | Aretio 22' Retamar 30'?                        |  |
| 26-05-1946 | Homenaje a Guimeráns                            | Estadio de Riazor                              | Deportivo | 1 – 0     | Celta     | Mijares 5'                                                          | –                                              |  |
| 29-08-1948 | -                                               | Estadio de Balaídos                            | Celta     | 3 – 2     | Deportivo | Juanín 1' Gómez 37' Aretio 47'                                      | Ponce 13' Marquínez 30'                        |  |
| 05-09-1948 | -                                               | Estadio de Riazor                              | Deportivo | 1 – 3     | Celta     | Ponce 30'?                                                          | Roig 27' Atienza 40'? Retamar 81'              |  |
| 15-05-1949 | Copa Club Santiago                              | Estadio de Balaídos                            | Celta     | 2 – 2     | Deportivo | Hermidita 40'? Vázquez 87'                                          | Franco 13' 55'                                 |  |
| 12-06-1949 | Copa Club Santiago                              | Campo de Santa Isabel (Santiago de Compostela) | Deportivo | 0 – 2     | Celta     | –                                                                   | Pepín 2'? Hermidita 15'                        |  |
| 28-08-1949 | Copa Club Santiago                              | Estadio de Riazor                              | Deportivo | 3 – 2     | Celta     | Moll 20'? Dieste 91' Franco 92'                                     | Pepín 30'? Saras' 60'?                         |  |
| 09-06-1955 | I Trofeo Corpus de Lugo                         | Campo de los Miñones (Lugo)                    | Deportivo | 2 – 3     | Celta     | Pahiño 25' Polo 60'?                                                | Monchito 70' 72' Cerdá 80'?                    |  |
| 31-05-1956 | II Trofeo Corpus de Lugo                        | Campo de los Miñones (Lugo)                    | Deportivo | 2 – 1     | Celta     | Bazán 23' 31'                                                       | Torres 55'                                     |  |
| 31-08-1957 | IV Trofeo Concepción Arenal                     | Estadio Manuel Rivera (Ferrol)                 | Celta     | 4 – 1     | Deportivo | Tucho 59' Villar 72' (p.) Gausí 81' Moll 91'                        | Mourelo 2'                                     |  |
| 31-08-1958 | I Trofeo de la Amistad                          | Estadio de Riazor                              | Deportivo | 3 – 1     | Celta     | Polo 25' Souto 58' Moll 84' (p.)                                    | Braga 71'                                      |  |
| 08-09-1958 | I Trofeo de la Amistad                          | Estadio de Balaídos                            | Celta     | 2 – 3     | Deportivo | Tucho 12' 15'                                                       | Moll 31' (p.) Veloso 39' Polo 84'              |  |
| 23-08-1959 | II Trofeo de la Amistad                         | Estadio de Riazor                              | Deportivo | 1 – 2     | Celta     | Veloso 66' (p.)                                                     | Rojas 57' 61'                                  |  |
| 30-08-1959 | II Trofeo de la Amistad                         | Estadio de Balaídos                            | Celta     | 1 – 1     | Deportivo | Bayo 56' (p.)                                                       | Veloso 61'                                     |  |
| 01-07-1961 | III Trofeo de la Amistad                        | Estadio de Riazor                              | Deportivo | 2 – 1     | Celta     | Luisín 30' Amancio 51'                                              | Posadita 17'                                   |  |
| 15-04-1962 | III Trofeo de la Amistad                        | Estadio de Balaídos                            | Celta     | 3 – 3     | Deportivo | Edmur 35' Pintos 55' Braga 57'                                      | Sanjuan 7' Mendonça 17' Manín 85'              |  |
| 22-05-1963 | VIII Trofeo Santa Rita                          | Estadio de la Lomba (Villagarcía de Arosa)     | Celta     | 0 – 2     | Deportivo | –                                                                   | Leardi                                         |  |
| 23-05-1964 | IX Trofeo Santa Rita                            | Estadio de la Lomba (Villagarcía de Arosa)     | Celta     | 2 – 3     | Deportivo | Suco II Juan                                                        | Arcángel Larraz                                |  |
| 26-06-1965 | XI Trofeo Corpus de Ourense                     | Estadio José Antonio (Orense)                  | Celta     | 3 – 5     | Deportivo | Suco II 38' Castro 70' Perelló 81'                                  | Aurre 2' Beci 13' Loureda 15' 60' Bellón 40'   |  |
| 01-05-1968 | A beneficio de los clubes modestos de Vigo      | Estadio de Balaídos                            | Celta     | 1 – 1     | Deportivo | Riveros 17'                                                         | Beci 26'                                       |  |
| 15-08-1969 | II Trofeo Conde de Fenosa                       | Estadio de Riazor                              | Deportivo | 1 – 0     | Celta     | Martínez 51'                                                        | –                                              |  |
| 17-08-1976 | VI Trofeo Ciudad de Vigo                        | Estadio de Balaídos                            | Celta     | 3 – 1     | Deportivo | Sanromán 46' Camera 62' Poli 64'                                    | Pousada 44'                                    |  |
| 27-07-1986 | XVIII Trofeo Conde de Fontao                    | Campo Martínez Otero (Foz)                     | Deportivo | 0 – 2     | Celta     | –                                                                   | Maraver 27' Baltazar 71'                       |  |
| 15-08-1986 | Trofeo Villa de Cedeira                         | Campo del Beco (Cedeira)                       | Deportivo | 0 – 2     | Celta     | –                                                                   | Baltazar 54' Nacho 91'                         |  |
| 30-08-1992 | Trofeo Xacobeo 93                               | Estadio de Balaídos                            | Celta     | 0 – 1     | Deportivo | –                                                                   | Arturo 29'                                     |  |
| 16-08-1996 | XXVI Trofeo Ciudad de Vigo                      | Estadio de Balaídos                            | Celta     | 3 – 1     | Deportivo | Gudelj 34' Del Solar 50' Merino 68'                                 | Tárraga 6' (p.p.)                              |  |
| 13-08-1999 | LIV Trofeo Teresa Herrera                       | Estadio de Riazor                              | Deportivo | 1 – 3     | Celta     | Iván 67'                                                            | Kaviedes 12' Celades 20' Turdó 59'             |  |
| 20-05-2008 | I Copa Galiza                                   | Estadio de O Couto (Orense)                    | Celta     | 0 – 0     | Deportivo | –                                                                   | –                                              |  |
| 13-08-2014 | I Trofeo Federación Galega                      | Estadio de Pasarón (Pontevedra)                | Celta     | 2 – 0     | Deportivo | Nolito 49' Larrivey 74'                                             | –                                              |  |
| 21-07-2016 | Copa Comunidad Gallega                          | Estadio Gran Parque Central (Montevideo)       | Deportivo | 0 – 2     | Celta     | –                                                                   | Aspas 68' Radoja 90'                           |  |

## Comparativa
Datos del 5 de mayo de 2018
| Categoría                              | Victorias Celta | Empates | Victorias Deportivo | Goles Celta | Goles Deportivo |
| -------------------------------------- | --------------- | ------- | ------------------- | ----------- | --------------- |
| Primera División                       | 26              | 19      | 25                  | 94          | 99              |
| Segunda División                       | 19              | 8       | 17                  | 71          | 64              |
| Segunda División B                     | 1               | 1       | 0                   | 2           | 1               |
| Promoción entre 1.ª y 2.ª División     | 2               | 0       | 1                   | 4           | 4               |
| Copa del Rey                           | 4               | 3       | 3                   | 25          | 16              |
| Copa de la Liga                        | 0               | 1       | 3                   | 6           | 10              |
| Campeonato Superregional Astur-Gallego | 3               | 0       | 2                   | 14          | 7               |
| Campeonato de Galicia                  | 13              | 5       | 12                  | 66          | 53              |
| Copa Galicia                           | 1               | 2       | 1                   | 6           | 9               |
| Total en partido oficial               | 69              | 39      | 64                  | 288         | 263             |
| Encuentros amistosos                   | 24              | 8       | 22                  | 96          | 92              |
| Total                                  | 93              | 47      | 86                  | 384         | 355             |

## Máximos goleadores

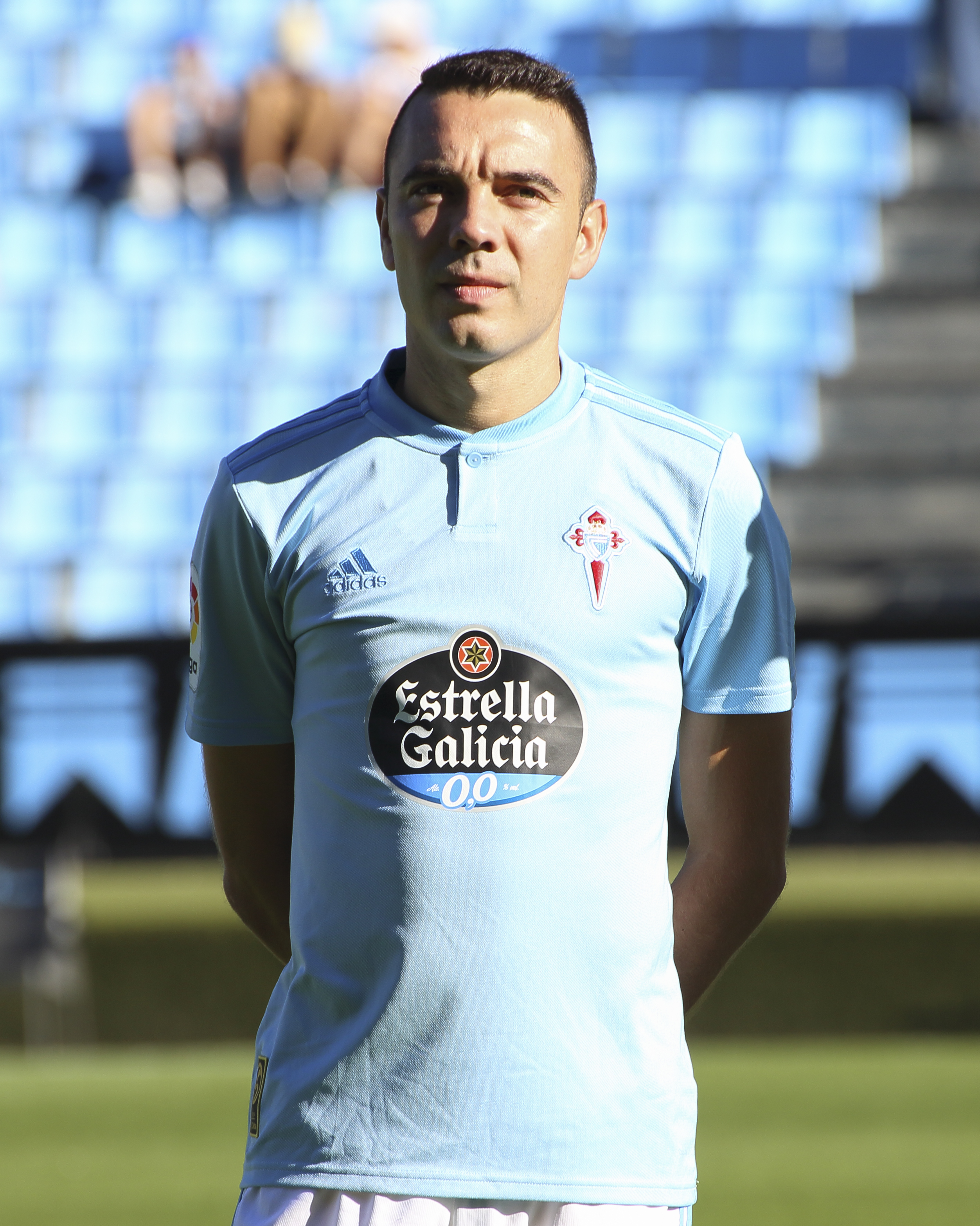
Iago Aspas, máximo goleador del derbi gallego en el.

| Pos | Jugador    | Equipo    | 1.ª División | 2.ª División | Copa del Rey | C. de Galicia | C. Astur-Gallego | Copa Galicia | Amistosos | Goles |
| --- | ---------- | --------- | ------------ | ------------ | ------------ | ------------- | ---------------- | ------------ | --------- | ----- |
| 1   | Nolete     | Celta     | 1            | 10           | 1            | 3             | 4                | —            | 1         | 20    |
| 2   | Chacho     | Deportivo | 1            | 2            | —            | 7             | 2                | —            | 6         | 18    |
| 3   | Ramón Polo | Celta     | —            | —            | 2            | 11            | 1                | —            | 3         | 17    |
| 4   | Pereiro    | Deportivo | —            | —            | 4            | 3             | —                | —            | 8         | 15    |
| 5   | Rogelio    | Celta     | —            | 1            | —            | 8             | —                | —            | 4         | 13    |
| 6   | Chicha     | Celta     | —            | —            | —            | 9             | —                | —            | 3         | 12    |
| 7   | Pahiño     | Ambos     | 7            | —            | —            | —             | —                | 2            | 1         | 10    |
| =   | Diz        | Deportivo | —            | 5            | —            | 4             | —                | —            | 1         | 10    |
| =   | Agustín    | Celta     | —            | 1            | 3            | —             | —                | —            | 3         | 10    |
| 10  | Paco León  | Deportivo | —            | 3            | —            | 4             | 1                | —            | 1         | 9     |
| =   | Triana     | Deportivo | —            | 3            | —            | 2             | 1                | —            | 3         | 9     |
| 12  | Machicha I | Celta     | —            | 3            | —            | 5             | —                | —            | —         | 8     |
| =   | Eguía      | Ambos     | —            | —            | 1            | 7             | —                | —            | —         | 8     |
| 14  | Roig       | Celta     | —            | —            | 3            | —             | —                | 2            | 2         | 7     |
| =   | Del Pino   | Celta     | 1            | —            | 2            | —             | —                | —            | 4         | 7     |
| =   | Venancio   | Celta     | 1            | —            | 1            | 4             | —                | —            | 1         | 7     |
| 17  | Guimeráns  | Deportivo | 4            | —            | 1            | 1             | —                | —            | —         | 6     |
| =   | Hilario    | Deportivo | —            | 1            | —            | 3             | —                | —            | 2         | 6     |
| =   | Gonzalo    | Celta     | —            | 3            | —            | 3             | —                | —            | —         | 6     |
| =   | Baltazar   | Celta     | —            | 4            | —            | —             | —                | —            | 2         | 6     |
| =   | Iago Aspas | Celta     | 5            | —            | —            | —             | —                | —            | 1         | 6     |

|  | Jugador aún en activo. |

1. ↑  En la promoción de permanencia.
2. ↑  Cuatro goles con el Celta y seis con el Deportivo.
3. ↑  Seis goles con el Celta y dos con el Deportivo.

## Palmarés
Se expone una tabla comparativa de competiciones oficiales regionales, nacionales y europeas, ganadas por ambos clubes. Se muestran las competiciones en las que haya participado alguno de los dos equipos. No se incluyen competiciones correspondientes a categorías de ascenso, ni los títulos amistosos. De ambos equipos, el único que ha conseguido títulos nacionales de primera categoría es el Deportivo de La Coruña, mientras que el Celta de Vigo es el único que posee un título europeo oficial de la UEFA. En negrita competiciones vigentes:
| Títulos | Regional               | Regional | Regional | Nacionales | Nacionales | Nacionales | Nacionales | Nacionales | Europeos | Europeos | Europeos | Europeos | Total |   |    |
| --- | ---------------------- | -------- | -------- | ---------- | ---------- | ---------- | ---------- | ---------- | -------- | -------- | -------- | -------- | ----- | - | -- |
| Títulos | Deportivo de La Coruña | 6        | -        | 1          | 1          | 2          | 3          | -          | 1        | -        | -        | -        | Total | - | 14 |
| Celta de Vigo | 6                      | 1        | -        | -          | -          | -          | -          | -          | 1        | -        | -        | -        | 8     |   |    |
| * De izquierda a derecha en competiciones regionales: Campeonato de Galicia, Campeonato Superregional Astur-Gallego y Copa Galicia/Copa Federación Gallega. * De izquierda a derecha en competiciones nacionales: Liga, Copa del Rey, Supercopa de España, Copa de la Liga y Concurso España. * De izquierda a derecha en competiciones europeas: Copa Intertoto, Liga de Campeones de la UEFA, Copa UEFA / Liga Europa y Recopa de Europa. * Datos actualizados a la consecución de un último título por parte de alguno de los implicados el 25 de agosto de 2002. |                        |          |          |            |            |            |            |            |          |          |          |          |       |   |    |

## Equipos filiales

### Primeros equipos contra filiales
En la Copa Galicia de la temporada 1949-50 se clasificaron para la final el Club Deportivo Juvenil (filial del Deportivo), ganador del grupo norte y el Celta, ganador del grupo sur pero la final no se llegó a celebrar tras las renuncias del Celta y finalmente la Federación Gallega de Fútbol proclamó campeón al Deportivo Juvenil tres años después.
En la temporada 1974-75 de la Tercera división, el Deportivo se enfrentó al Gran Peña Celtista, que por aquel entonces mantenía un convenio de colaboración con el Celta aunque actuaba como club independiente, los resultados en los partidos de esa temporada fueron victoria por 2-1 del Deportivo en Riazor y empate sin goles en Balaídos. Ambas entidades también se enfrentaron en la primera ronda de la Copa del Rey de la temporada 1984-85, eliminatoria que pasó el Deportivo en la tanda de penatis tras producirse los resultados de victoria por 1-0 del Deportivo en Riazor en el partido de ida y victoria por 1-0 del Gran Peña Celtista en Balaídos en el partido de vuelta.
En la temporada 2020-21 de la Segunda División B fue el Celta "B" quien disputó el derbi contra el Deportivo. Esta fue la primera ocasión en la que el conjunto coruñés se enfrentó en partido oficial a un equipo filial del club vigués que forma parte de su propia estructura.

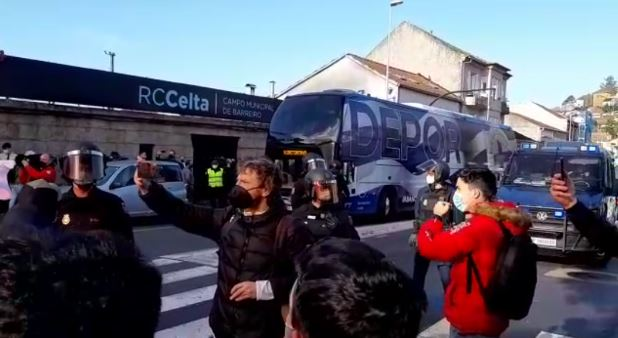
Autobús del Deportivo en el campo municipal de Barreiro, marzo de 2021.

#### Encuentros oficiales
| Temporada | Categoría             | Fecha      | Local         | Resultado | Visitante     | Goles (local)                                                | Goles (visitante)                             |
| --------- | --------------------- | ---------- | ------------- | --------- | ------------- | ------------------------------------------------------------ | --------------------------------------------- |
| 2020-21   | Segunda División B    | 13-12-2020 | Deportivo     | 1 - 2     | Celta B       | Borja Galán 27'                                              | Alfon 23' 38'                                 |
| 2020-21   | Segunda División B    | 14-03-2021 | Celta B       | 0 – 3     | Deportivo     | –                                                            | Miku 24' 45'+2' (p.) 65'                      |
| 2021-22   | Primera División RFEF | 29-08-2021 | Deportivo     | 5 – 0     | Celta B       | Miku 13' Quiles 17' Menudo 70' Carlos Doncel 84' Noel 90'+3' | –                                             |
| 2021-22   | Primera División RFEF | 27-03-2022 | Celta B       | 2 – 1     | Deportivo     | Fabrício Santos 12' Javi Gómez 87'                           | Quiles 68' (p.)                               |
| 2022-23   | Primera División RFEF | 24-09-2022 | Celta B       | 1 – 1     | Deportivo     | Iker Losada 1'                                               | Villares 40'                                  |
| 2022-23   | Primera División RFEF | 26-03-2023 | Deportivo     | 2 – 0     | Celta B       | Lucas Pérez 65' Quiles 79' (p.)                              | –                                             |
| 2023-24   | Primera División RFEF | 08-10-2023 | Deportivo     | 0 - 1     | Celta Fortuna | –                                                            | Pablo Durán 31'                               |
| 2023-24   | Primera División RFEF | 28-01-2024 | Celta Fortuna | 1 – 2     | Deportivo     | Manu Garrido 90'+1'                                          | Pablo Vázquez Pérez 73' Rubén López Durán 89' |

#### Comparativa
Datos del 28 de enero de 2024
| Categoría             | Victorias Celta Fortuna | Empates | Victorias Deportivo | Goles Celta Fortuna | Goles Deportivo |
| --------------------- | ----------------------- | ------- | ------------------- | ------------------- | --------------- |
| Segunda División B    | 1                       | 0       | 1                   | 2                   | 4               |
| Primera División RFEF | 2                       | 1       | 3                   | 5                   | 11              |
| Total                 | 3                       | 1       | 4                   | 7                   | 15              |

### Filiales contra filiales
A lo largo de la historia fueron también numerosos los encuentros entre los respectivos equipos filiales, el Celta Fortuna (antes denominado Celta Turista y Celta B) y el Real Club Deportivo Fabril, especialmente en Segunda División B y también en Tercera División.

## Jugadores que han militado en ambos clubes
Más de 40 jugadores vistieron ambas camisetas, destacando la figura de Pahiño, un ídolo para las dos aficiones. También hay varios casos de hermanos que jugaron uno en el Deportivo y otro en el Celta, como los Reboredo (Francisco en el Deportivo y Manuel en el Celta), los Jarabo (Pepiño en el Deportivo y Agustín en el Celta), los Suárez (Luis en el Deportivo y José en el Celta) o los Salinas (Julio en el Deportivo y Patxi en el Celta), así como de padres e hijos, tal es el caso de Francisco Trigo García, portero del Deportivo cuyo hijo, Francisco Trigo Guillemette, fue delantero del Celta. También podría citarse el caso de los portugueses Paciência, el padre Domingos ejerció como primer entrenador del Deportivo, mientras que su hijo Gonçalo jugó como delantero en el Celta.

### 1923-1950
| - Antonio Chas - Bernardo Esparza - Fernando Fariña - Francisco Eguía - Francisco Simón - Honorato López "Cabezo II" | - Isidro Rodríguez - José Chiarroni - José Luis Borbolla - Juan Cortiñas "Juanín" - Luis Otero - Manuel Fernández "Pahiño" | - Manuel Guimeráns - Manuel Santos "Ferrón" - Ramón Fernández Sarasquete - Ramón González - Rogelio Santiago "Lelé" - Vicente López |

### 1950-1970
| - Antonio Vázquez "Canario" - Carlos Torres - Dagoberto Moll - José Agustín Munuaga | - José Vigo - Juan Francisco Fernández - Manuel Amoedo López - Manuel Rodríguez "Zamorita" | - Ramón Allegue "Padrón" - Rodolfo Rábade - Tucho de la Torre - José Domínguez |

### 1970-2000
| - Goran Đorović - Gustavo Loureiro | - Javier Alonso Canosa - José Gil | - Mariano Hoyas - Vicente Celeiro |

### 2000-actualidad
| - Antonio Núñez - Claudio Beauvue | - José Luis Sanmartín "Joselu" - Michael Krohn-Dehli | - Oriol Riera |

## Técnicos que han entrenado a ambos clubes
Listado de entrenadores que han dirigido a ambos equipos:
| - Alejandro Scopelli - Andrés Balsa - Fernando Vázquez - Javier Irureta - José Iglesias "Joseíto" | - José Planas - Juan Arza - Luis Urquiri - Miguel Ángel Lotina - Miguel Cardoso | - Roberto Rodríguez Ozores - Roque Olsen - Víctor Fernández |